# Lechytia madrasica
Espèce
Lechytia madrasica est une espèce de pseudoscorpions de la famille des Lechytiidae.

## Distribution
Cette espèce est endémique d'Inde. Elle se rencontre vers Chennai.

## Publication originale
- Sivaraman, 1980 : « Two species of pseudoscorpions from south India (Pseudoscorpionida, Heterosphyronida) ». Entomon, vol. 5, no 3, p. 237-241.